# 小梅登峰
61°55′4″N 9°45′26″E / 61.91778°N 9.75722°E

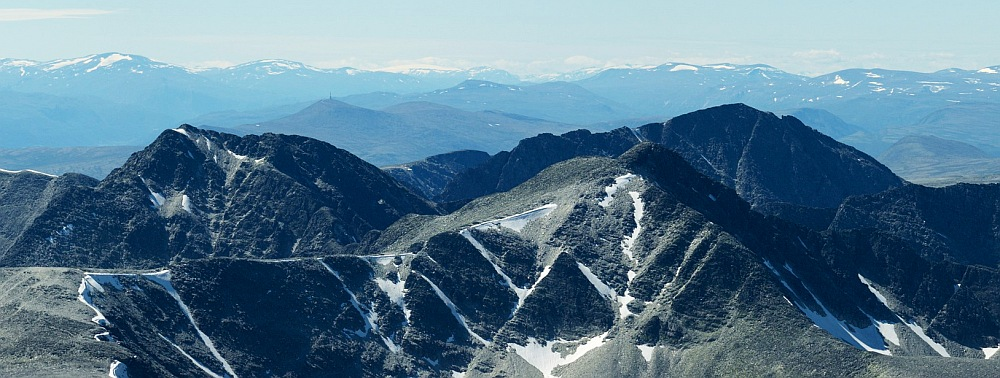

小梅登峰是挪威的山峰，位於該國東南部內陸郡，處於多夫勒，距離首都奧斯陸230公里，屬於龍達訥山脈的一部分，海拔高度2,015米，鄰近地區屬丘陵地勢。